# Ville-sur-Yron
Ville-sur-Yron – miejscowość i gmina we Francji, w regionie Grand Est, w departamencie Meurthe i Mozela.
Według danych na rok 1990 gminę zamieszkiwały 284 osoby, a gęstość zaludnienia wynosiła 25 osób/km² (wśród 2335 gmin Lotaryngii Ville-sur-Yron plasuje się na 765. miejscu pod względem liczby ludności, natomiast pod względem powierzchni na miejscu 511.).